# Jan Geerits
Jan Geerits SDS (* 22. März 1958 in Bree, Provinz Limburg, Belgien) ist emeritierter Apostolischer Administrator der Komoren.

## Leben
Jan Geerits trat der Ordensgemeinschaft der Salvatorianer bei und empfing am 3. August 1985 die Priesterweihe. Papst Benedikt XVI. ernannte ihn am 6. Juni 2006 zum Apostolischen Administrator der Komoren. Von seinem Amt trat er am 1. Mai 2010 zurück.  